# A Ferencvárosi TC 1982–1983-as szezonja
A Ferencvárosi TC 1982–1983-as szezonja szócikk a Ferencvárosi TC első számú férfi labdarúgócsapatának egy szezonjáról szól, mely összességében és sorozatban is a 82. idénye volt a csapatnak a magyar első osztályban. A klub fennállásának ekkor volt a 84. évfordulója.

## Mérkőzések
| Színmagyarázat | Színmagyarázat |
| -------------- | -------------- |
|                | Győzelem.      |
|                | Döntetlen.     |
|                | Vereség.       |

### UEFA-kupa
1. kör
| 1982. szeptember 15. 18:00 |

| Ferencváros               | 2 – 1               | Athletic Bilbao     |
| ------------------------- | ------------------- | ------------------- |
| Szokolai 17' Pölöskei 33' | (2 – 0) Jegyzőkönyv | Sola 55' Argote 65' |

| Népstadion, Budapest Nézőszám: 25 000 |

| 1982. szeptember 29. 20:00 |

| Athletic Bilbao                                  | 1 – 1               | Ferencváros             |
| ------------------------------------------------ | ------------------- | ----------------------- |
| Ruiz 15' (11-esből) Liceranzu 55' Goikoetxea 78' | (1 – 1) Jegyzőkönyv | Szokolai 35' Pogány 85' |

| San Mamés Stadion, Bilbao Nézőszám: 30 000 Játékvezető: Brian McGinlay (skót) |

2. kör
| 1982. augusztus 29. |

| Ferencváros  | 1 – 1               | FC Zürich  |
| ------------ | ------------------- | ---------- |
| Szokolai 56' | (0 – 1) Jegyzőkönyv | Seiler 18' |

| Népstadion, Budapest Nézőszám: 20 000 |

| 1982. november 3. |

| FC Zürich  | 1 – 0               | Ferencváros |
| ---------- | ------------------- | ----------- |
| Seiler 58' | (0 – 0) Jegyzőkönyv |             |

| Letzigrund, Zürich Nézőszám: 9 100 |

### NB 1 1982–83

#### Őszi fordulók
| 1. forduló 1982. augusztus 29. |

| Ferencváros                              | 4 – 0               | Haladás VSE |
| ---------------------------------------- | ------------------- | ----------- |
| Nyilasi 58' 83' Pölöskei 70' Szabadi 73' | (0 – 0) Jegyzőkönyv | Hegyi 35'   |

| Népstadion, Budapest Nézőszám: 10 500 Játékvezető: Nagy Miklós (magyar) |

| 2. forduló 1982. szeptember 4. |

| Zalaegerszegi TE       | 1 – 0               | Ferencváros |
| ---------------------- | ------------------- | ----------- |
| Csepregi 37' Péter 87' | (1 – 0) Jegyzőkönyv | Rab 69'     |

| ZTE Stadion, Zalaegerszeg Nézőszám: 18 000 Játékvezető: Kuti Sándor (magyar) |

| 3. forduló 1982. szeptember 10. |

| Ferencváros                              | 3 – 1               | Videoton                |
| ---------------------------------------- | ------------------- | ----------------------- |
| Szokolai 17' 66' Pölöskei 35' Ebedli 19' | (2 – 0) Jegyzőkönyv | Májer 60' Csongrádi 58' |

| Népstadion, Budapest Nézőszám: 15 000 Játékvezető: Palotai Károly (magyar) |

| 4. forduló 1982. szeptember 18. |

| Diósgyőr                        | 2 – 2               | Ferencváros          |
| ------------------------------- | ------------------- | -------------------- |
| Feledi 36' Tatár 72' (11-esből) | (1 – 1) Jegyzőkönyv | Szokolai 30' 82' 14' |

| DVTK-stadion, Miskolc Nézőszám: 22 000 Játékvezető: Jaczina Róbert (magyar) |

| 5. forduló 1982. szeptember 25. |

| Ferencváros                                                      | 5 – 3               | Vasas                              |
| ---------------------------------------------------------------- | ------------------- | ---------------------------------- |
| Pogány 5' 25' 90+1' (11-esből) Murai 23' Szabadi 56' Nyilasi 81' | (3 – 0) Jegyzőkönyv | Birinyi 64' 66' Kiss 77' Balog 58' |

| Népstadion, Budapest Nézőszám: 20 000 Játékvezető: Kuti Sándor (magyar) |

| 6. forduló 1982. október 2. |

| MTK–VM     | 0 – 2               | Ferencváros             |
| ---------- | ------------------- | ----------------------- |
| Turner 20' | (0 – 0) Jegyzőkönyv | Nyilasi 75' Szabadi 80' |

| Hungária körút, Budapest Nézőszám: 20 000 Játékvezető: Győri László (magyar) |

| 7. forduló 1982. október 9. |

| Ferencváros                                                       | 3 – 2               | Budapesti Honvéd                                            |
| ----------------------------------------------------------------- | ------------------- | ----------------------------------------------------------- |
| Szabadi 19' Nyilasi 30' 90+2' Ebedli 9' Szokolai 45' Pölöskei 80' | (2 – 1) Jegyzőkönyv | Dajka 28' Détári 60' Tóth 40′, 66′ Varga 55′, 64′ Grósz 75′ |

| Népstadion, Budapest Nézőszám: 25 000 Játékvezető: Nagy Miklós (magyar) |

| 8. forduló 1982. október 15. |

| Ferencváros                                    | 4 – 0               | Debreceni MVSC |
| ---------------------------------------------- | ------------------- | -------------- |
| Murai 5' Szokolai 37' Nyilasi 47' Pölöskei 71' | (2 – 0) Jegyzőkönyv |                |

| Népstadion, Budapest Nézőszám: 10 000 Játékvezető: Németh Lajos (magyar) |

| 9. forduló 1982. október 24. |

| Újpesti Dózsa                                   | 3 – 0               | Ferencváros            |
| ----------------------------------------------- | ------------------- | ---------------------- |
| Szebegyinszky 32' 11' Kiss 41' Kisznyér 63' 32' | (2 – 0) Jegyzőkönyv | Dózsa 27' Szokolai 57' |

| Népstadion, Budapest Nézőszám: 45 000 Játékvezető: Jaczina Róbert (magyar) |

| 10. forduló 1982. október 30. |

| Pécsi MSC                                                         | 4 – 2               | Ferencváros                       |
| ----------------------------------------------------------------- | ------------------- | --------------------------------- |
| Toma 34' Schulteisz 38' Dobány 80' Lutz 89' Gallai 58' Hrotkó 76' | (2 – 0) Jegyzőkönyv | Pölöskei 82' Szokolai 85' Rab 29' |

| PMFC Stadion, Pécs Nézőszám: 12 000 Játékvezető: Palotai Károly (magyar) |

| 11. forduló 1982. november 7. |

| Ferencváros                | 0 – 3               | Rába ETO                              |
| -------------------------- | ------------------- | ------------------------------------- |
| Judik 13' Ebedli szünetben | (0 – 2) Jegyzőkönyv | Hannich 15' 34' (11-esből) Burcsa 88' |

| Népstadion, Budapest Nézőszám: 12 000 Játékvezető: Nagy Béla (magyar) |

| 12. forduló 1982. november 13. |

| Nyíregyházi VSSC      | 1 – 1               | Ferencváros                      |
| --------------------- | ------------------- | -------------------------------- |
| Kiss 73' Szikszai 28' | (0 – 0) Jegyzőkönyv | Rubold 82' Beles 15' Szabadi 76' |

| Nyíregyháza Városi Stadion, Nyíregyháza Nézőszám: 16 000 Játékvezető: Németh Lajos (magyar) |

| 13. forduló 1982. november 20. |

| Ferencváros                                                                                | 8 – 3               | Békéscsabai Előre Spartacus     |
| ------------------------------------------------------------------------------------------ | ------------------- | ------------------------------- |
| Mörtel 12' Koch 34' Pölöskei 43' 48' Bánki 76' Pogány 86' Szabadi 90' Rubold 90+2' Rab 58' | (3 – 1) Jegyzőkönyv | Melis 7' Kurucz 51' Pásztor 54' |

| Népstadion, Budapest Nézőszám: 3 000 Játékvezető: Maczkó József (magyar) |

| 14. forduló 1982. november 26. |

| Tatabányai Bányász                                | 3 – 2               | Ferencváros              |
| ------------------------------------------------- | ------------------- | ------------------------ |
| Weimper 33' 59' Emmer 61' Hermann 75' Udvardi 88' | (1 – 1) Jegyzőkönyv | Szokolai 18' Szabadi 46' |

| Városi Stadion, Tatabánya Nézőszám: 8 000 Játékvezető: Bártfai Róbert (magyar) |

| 15. forduló 1982. december 3. |

| Ferencváros  | 1 – 3               | Csepel SC                                               |
| ------------ | ------------------- | ------------------------------------------------------- |
| Pölöskei 60' | (0 – 0) Jegyzőkönyv | Budavári 47' 68' (11-esből) Csucsánszky 82' Kőhalmi 84' |

| Népstadion, Budapest Nézőszám: 4 000 Játékvezető: Palotai Károly (magyar) |

#### Tavaszi fordulók
| 16. forduló 1983. február 26. |

| Haladás VSE | 0 – 2               | Ferencváros                        |
| ----------- | ------------------- | ---------------------------------- |
|             | (0 – 1) Jegyzőkönyv | Nyilasi 7' Pölöskei 62' Pogány 77' |

| Rohonci úti stadion, Szombathely Nézőszám: 18 000 Játékvezető: Palotai Károly (magyar) |

| 17. forduló 1983. március 5. |

| Ferencváros                                    | 2 – 2               | Zalaegerszegi TE                   |
| ---------------------------------------------- | ------------------- | ---------------------------------- |
| Pölöskei 53' Szokolai 59' Dózsa 35' Takács 74' | (0 – 1) Jegyzőkönyv | Soós 32' 66' Pecsics 20' Péter 51' |

| Népstadion, Budapest Nézőszám: 8 000 Játékvezető: Divinyi Béla (magyar) |

| 18. forduló 1983. március 13. |

| Videoton                         | 0 – 2               | Ferencváros                                              |
| -------------------------------- | ------------------- | -------------------------------------------------------- |
| Csongrádi 53' Murai 54' Kiss 65' | (0 – 0) Jegyzőkönyv | Nyilasi 67' Pölöskei 73' Pogány 51' Rab 63' Szokolai 68' |

| Sóstói Stadion, Székesfehérvár Nézőszám: 10 000 Játékvezető: Szávó János (magyar) |

| 19. forduló 1983. március 19. |

| Ferencváros                                  | 4 – 0               | Diósgyőr    |
| -------------------------------------------- | ------------------- | ----------- |
| Pölöskei 30' Szokolai 35' 62' (11-esből) 68' | (2 – 0) Jegyzőkönyv | Szlovák 75' |

| Népstadion, Budapest Nézőszám: 12 000 Játékvezető: Büki László (magyar) |

| 20. forduló 1983. március 30. |

| Vasas                                              | 3 – 4               | Ferencváros                                          |
| -------------------------------------------------- | ------------------- | ---------------------------------------------------- |
| Várady 29' 43' Judik 33' (öngól) Kiss 62' Rácz 81' | (2 – 1) Jegyzőkönyv | Pölöskei 41' 39' Szokolai 50' Takács 82' Nyilasi 90' |

| Népstadion, Budapest Nézőszám: 35 000 Játékvezető: Pádár László (magyar) |

| 21. forduló 1983. április 3. |

| Ferencváros            | 2 – 1               | MTK–VM   |
| ---------------------- | ------------------- | -------- |
| Takács 51' Szabadi 69' | (0 – 0) Jegyzőkönyv | Boda 80' |

| Üllői út, Budapest Nézőszám: 25 000 Játékvezető: Nagy Béla (magyar) |

| 22. forduló 1983. április 9. |

| Budapesti Honvéd                    | 1 – 2               | Ferencváros                               |
| ----------------------------------- | ------------------- | ----------------------------------------- |
| Esterházy 52' Varga 34' Bodonyi 76' | (0 – 0) Jegyzőkönyv | Nyilasi 50' Pölöskei 70' 78' Szokolai 11' |

| Népstadion, Budapest Nézőszám: 50 000 Játékvezető: Divinyi Béla (magyar) |

| 23. forduló 1983. április 20. |

| Debreceni MVSC           | 1 – 2               | Ferencváros     |
| ------------------------ | ------------------- | --------------- |
| Kerekes 38' Deákvári 56' | (1 – 0) Jegyzőkönyv | Nyilasi 67' 83' |

| Oláh Gábor utcai stadion, Debrecen Nézőszám: 20 000 Játékvezető: Urbán Árpád (magyar) |

| 24. forduló 1983. május 7. |

| Ferencváros            | 2 – 1               | Újpesti Dózsa       |
| ---------------------- | ------------------- | ------------------- |
| Pogány 5' Jancsika 42' | (2 – 0) Jegyzőkönyv | Steidl 62' Tóth 73' |

| Népstadion, Budapest Nézőszám: 45 000 Játékvezető: Németh Lajos (magyar) |

| 25. forduló 1983. május 18. |

| Ferencváros                                                                     | 5 – 2               | Pécsi MSC             |
| ------------------------------------------------------------------------------- | ------------------- | --------------------- |
| Róth 19' (öngól) Szokolai 30' Pogány 73' (11-esből) Nyilasi 78' Szabadi 84' 81' | (2 – 1) Jegyzőkönyv | Mészáros 21' Róth 58' |

| Üllői út, Budapest Nézőszám: 20 000 Játékvezető: Jaczina Róbert (magyar) |

| 26. forduló 1983. május 22. |

| Rába ETO                                                   | 3 – 3               | Ferencváros                                          |
| ---------------------------------------------------------- | ------------------- | ---------------------------------------------------- |
| Szentes 51' Hannich 59' (11-esből) Burcsa 87' Szíjártó 26' | (0 – 2) Jegyzőkönyv | Nyilasi 17' 28' (11-esből) 63' (11-esből) Ebedli 41' |

| Rába ETO Stadion, Győr Nézőszám: 24 000 Játékvezető: Divinyi Béla (magyar) |

| 27. forduló 1983. május 25. |

| Ferencváros                   | 2 – 1               | Nyíregyházi VSSC   |
| ----------------------------- | ------------------- | ------------------ |
| Ebedli 49' Pogány 61' Rab 55' | (0 – 1) Jegyzőkönyv | Kiss 23' Cséke 64' |

| Üllői út, Budapest Nézőszám: 13 000 Játékvezető: Pádár László (magyar) |

| 28. forduló 1983. június 4. |

| Békéscsabai Előre Spartacus | 0 – 1               | Ferencváros |
| --------------------------- | ------------------- | ----------- |
|                             | (0 – 1) Jegyzőkönyv | Nyilasi 36' |

| Kórház utcai stadion, Békéscsaba Nézőszám: 12 000 Játékvezető: Szávó János (magyar) |

| 29. forduló 1983. június 8. |

| Ferencváros          | 2 – 1               | Tatabányai Bányász         |
| -------------------- | ------------------- | -------------------------- |
| Pogány 7' Rubold 75' | (1 – 1) Jegyzőkönyv | Hermann 19' Horváth R. 34' |

| Üllői út, Budapest Nézőszám: 25 000 Játékvezető: Kovács I. László (magyar) |

| 30. forduló 1983. június 11. |

| Csepel SC    | 1 – 1               | Ferencváros            |
| ------------ | ------------------- | ---------------------- |
| Lazsányi 64' | (0 – 1) Jegyzőkönyv | Szokolai 45' Judik 36' |

| Béke téri stadion, Budapest Nézőszám: 16 000 Játékvezető: Németh Lajos (magyar) |

#### A bajnokság végeredménye
|    | Csapat                      | Játszott | Gy | D  | V  | L  | K  | Gk  | Pont | Megjegyzés                                     |
| -- | --------------------------- | -------- | -- | -- | -- | -- | -- | --- | ---- | ---------------------------------------------- |
| 1  | Rába ETO                    | 30       | 19 | 6  | 5  | 82 | 37 | +45 | 44   | Bajnok, 1982–1983-as BEK                       |
| 2  | Ferencváros                 | 30       | 19 | 5  | 6  | 73 | 46 | +27 | 43   | 1983–1984-es UEFA-kupa                         |
| 3  | Bp. Honvéd SE               | 30       | 17 | 8  | 5  | 57 | 33 | +24 | 42   | 1983–1984-es UEFA-kupa, 1983-as Intertotó-kupa |
| 4  | Csepel SC                   | 30       | 13 | 11 | 6  | 52 | 46 | +6  | 37   |                                                |
| 5  | Újpesti Dózsa               | 30       | 12 | 8  | 10 | 45 | 47 | -2  | 32   | 1983–1984-es kupagyőztesek Európa-kupája       |
| 6  | Tatabányai Bányász          | 30       | 9  | 11 | 10 | 42 | 40 | +2  | 29   |                                                |
| 7  | Vasas SC                    | 30       | 11 | 6  | 13 | 56 | 52 | +4  | 28   | 1983–1984-es közép-európai kupa                |
| 8  | Szombathelyi Haladás        | 30       | 10 | 8  | 12 | 33 | 40 | -7  | 28   |                                                |
| 9  | Diósgyőri VTK               | 30       | 8  | 11 | 11 | 36 | 44 | -8  | 27   |                                                |
| 10 | Nyíregyházi VSSC            | 30       | 9  | 8  | 13 | 29 | 37 | -8  | 26   |                                                |
| 11 | Zalaegerszegi TE            | 30       | 8  | 10 | 12 | 37 | 46 | -9  | 26   |                                                |
| 12 | MTK-VM                      | 30       | 9  | 8  | 13 | 40 | 58 | -18 | 26   |                                                |
| 13 | Videoton SC                 | 30       | 11 | 3  | 16 | 48 | 47 | +1  | 25   | 1983-as Intertotó-kupa                         |
| 14 | Pécsi MSC                   | 30       | 9  | 7  | 14 | 45 | 52 | -7  | 25   |                                                |
| 15 | Debreceni MSVC              | 30       | 8  | 9  | 13 | 35 | 51 | -16 | 25   | Kiestek az NB II-be                            |
| 16 | Békéscsabai Előre Spartacus | 30       | 5  | 7  | 18 | 41 | 75 | -34 | 17   | Kiestek az NB II-be                            |

#### Eredmények összesítése
Az alábbi táblázatban összesítve szerepelnek a Ferencvárosi TC 1982/83-as bajnokságban elért eredményei.
| Ősz/tavasz (forduló)    | Otthon | Otthon | Otthon | Otthon | Otthon | Otthon | Otthon | Idegenben | Idegenben | Idegenben | Idegenben | Idegenben | Idegenben | Idegenben |
| Ősz/tavasz (forduló)    | M      | GY     | D      | V      | LG–KG  | GK     | P      | M         | GY        | D         | V         | LG–KG     | GK        | P         |
| ----------------------- | ------ | ------ | ------ | ------ | ------ | ------ | ------ | --------- | --------- | --------- | --------- | --------- | --------- | --------- |
| Őszi szezon (1–15.)     | 8      | 6      | 0      | 2      | 28–15  | +13    | 12     | 7         | 1         | 2         | 4         | 9–14      | –5        | 4         |
| Tavaszi szezon (16–30.) | 7      | 6      | 1      | 0      | 19–8   | +11    | 13     | 8         | 6         | 2         | 0         | 17–9      | +8        | 14        |
| Összesen (1–30.)        | 15     | 12     | 1      | 2      | 47–23  | +24    | 25     | 15        | 7         | 4         | 4         | 26–23     | +3        | 18        |

### Magyar kupa
| 1982. október 12. |

| Hatvani KVSC | 0 – 5       | Ferencváros                  |
| ------------ | ----------- | ---------------------------- |
|              | Jegyzőkönyv | Pogány Pölöskei Koch Szabadi |

| Hatvan |

| 1982. november 17. |

| ERDÉRT | 1 – 4               | Ferencváros           |
| ------ | ------------------- | --------------------- |
| Peller | (0 – 2) Jegyzőkönyv | Bánki Szokolai Rubold |

| Budapest Nézőszám: 800 Játékvezető: Tompa István (magyar) |

| 1983. február 19. |

| Szarvasi Főiskola Spartacus | 3 – 7       | Ferencváros             |
| --------------------------- | ----------- | ----------------------- |
|                             | Jegyzőkönyv | Szokolai Pogány Nyilasi |

| Szarvas |

Nyolcaddöntő
| 1983. március 9. |

| 22. sz. Volán                     | 2 – 5               | Ferencváros                                         |
| --------------------------------- | ------------------- | --------------------------------------------------- |
| Kotul 80' (11-esből) Goschler 82' | (0 – 3) Jegyzőkönyv | Nyilasi 8' Pölöskei 12' Pogány 39' 62' Szokolai 88' |

| Budapest Nézőszám: 5 000 Játékvezető: Hartmann Lajos (magyar) |

Negyeddöntő
| 1983. április 6. |

| Budapesti Honvéd | 2 – 2 (h. u.) | Ferencváros |
| ---------------- | ------------- | ----------- |
|                  | Jegyzőkönyv   | Nyilasi     |

| Budapest |

- Tizenegyesekkel (12 – 11) a Budapesti Honvéd jutott tovább.

### Egyéb mérkőzések
| 1982. július 27. |

| Benfica | 4 – 2       | Ferencváros      |
| ------- | ----------- | ---------------- |
|         | Jegyzőkönyv | Nyilasi Pölöskei |

| Lisszabon |

| 1982. augusztus 11. |

| CSZKA Szofija | 3 – 1       | Ferencváros |
| ------------- | ----------- | ----------- |
|               | Jegyzőkönyv | Pogány      |

| Sevilla |

| 1982. augusztus 12. |

| Sevilla FC | 3 – 2       | Ferencváros      |
| ---------- | ----------- | ---------------- |
|            | Jegyzőkönyv | Pölöskei Nyilasi |

| Sevilla |

| 1982. augusztus 14. |

| FC Martos | 4 – 4       | Ferencváros             |
| --------- | ----------- | ----------------------- |
|           | Jegyzőkönyv | Nyilasi Pogány Szokolai |

| Martos |

| 1982. augusztus 15. |

| Alcobendas CF | 0 – 3       | Ferencváros    |
| ------------- | ----------- | -------------- |
|               | Jegyzőkönyv | Szabadi Mörtel |

| Madrid |

| 1982. augusztus 18. |

| Real Murcia | 2 – 2       | Ferencváros      |
| ----------- | ----------- | ---------------- |
|             | Jegyzőkönyv | Pölöskei Nyilasi |

| Murcia |

| 1982. augusztus 25. |

| AÉK Athén | 1 – 0       | Ferencváros |
| --------- | ----------- | ----------- |
|           | Jegyzőkönyv |             |

| Athén |

| 1982. szeptember 7. |

| Zsarnóca | 3 – 2       | Ferencváros  |
| -------- | ----------- | ------------ |
|          | Jegyzőkönyv | Ebedli Murai |

| Zsarnóca |

| 1983. február 11. |

| Ferencváros     | 2 – 1       | Tatran Prešov |
| --------------- | ----------- | ------------- |
| Nyilasi Szabadi | Jegyzőkönyv |               |

| Megyeri út, Budapest |

| 1983. február 16. |

| Ferencváros            | 6 – 0       | Lech Poznań |
| ---------------------- | ----------- | ----------- |
| Szabadi Nyilasi Rubold | Jegyzőkönyv |             |

| Népliget, Építők pálya, Budapest |

| 1983. február 23. |

| Ferencváros          | 4 – 2       | Vagonka Poprád |
| -------------------- | ----------- | -------------- |
| Murai Szabadi Takács | Jegyzőkönyv |                |

| Üllői út, Budapest |

| 1983. április 22. |

| Eintracht Frankfurt | 2 – 2       | Ferencváros   |
| ------------------- | ----------- | ------------- |
|                     | Jegyzőkönyv | Pogány Szántó |

| Bad Orb |

| 1983. április 23. |

| Nürnberg TSV Süd West | 1 – 4       | Ferencváros               |
| --------------------- | ----------- | ------------------------- |
|                       | Jegyzőkönyv | Koch Rab Szokolai Szabadi |

| Nürnberg |

## Külső hivatkozások
- A csapat hivatalos honlapja (magyarul)
- Az 1982–83-as szezon menetrendje a tempofradi.hu-n (magyarul)